# Ерреріас
Ерреріас (ісп. Herrerías) — муніципалітет в Іспанії, у складі автономної спільноти Кантабрія. Населення — 652 осіб (2009).
Муніципалітет розташований на відстані близько 330 км на північ від Мадрида, 55 км на захід від Сантандера.
На території муніципалітету розташовані такі населені пункти: Б'єльва (адміністративний центр), Кабансон, Кадес, Каміханес, Касамарія, Пуенте-ель-Аррудо, Рабаго.

## Демографія
Динаміка населення (INE ):

## Галерея зображень

Розташування муніципалітету